# 基霍爾島
基霍爾島（英語：Keyhole Island），是南極洲的島嶼，位於葛拉漢地西岸的法利埃海岸，處於大地群島東南面9公里的米科爾森灣西南部，在1948年由英國研究隊測量，現時由南極條約體系管理。